# Föld S. Péter
Föld S. Péter (1978-ig Földes) (Budapest, 1951. október 4. –) magyar újságíró, író, humorista. Felesége Szűcs Édua restaurátor festőművész.

## Életpályája
1970–1975 között a Marx Károly Közgazdaságtudományi Egyetem ipar szakán tanult. 1975–1977 között elvégezte a MÚOSZ Újságíró Iskolát. 1975–1978 között a Közgazdász munkatársa volt. (a Közgazdász hetilapnál cikkeket írt).)
1978–1980 között a Központi Sajtószolgálatnál dolgozott. 1978–1983 között a Neoprimitív együttes tagja volt. 1980–1990 között a Lúdas Matyi újságírója volt. 1983-ban végzett az ELTE BTK szociológia szakán. 1990–1991 között az Új Ludas munkatársa volt. 1991–1998 között a Kurír rovatszerkesztője volt. 1994–1999 között a Pesti Vicc-nek és a Telefontos című lapnak állandó munkatársa volt.

## Művei
- A téma az ágyban hever (Krenner Istvánnal, 1987)
- Jó játék a rajzfilm (Szűcs Éduával, 1988)
- Röhög a belosztály (Krenner Istvánnal, 1988)
- Adócsalók kézikönyve (Krenner Istvánnal, 1988)
- A kutyafáját! Humoros kutyamagazin gazdiknak, kis és nagy kutyáknak; PLKV, Bp., 1988
- Autós szextúrák (Krenner Istvánnal, 1988)
- Ahogy azt Móricka elképzeli (1989)
- Disznó viccek gyűjteménye (1989)
- Földes Péter–Krenner István: Nagyon állat viccek; Pi Book-Manager Iroda, Bp., 1995
- Ertép Sedlöf–Steve K. Ranner [Földes Péter–Krenner István]: Nagyon disznó viccek; Pi Book-Manager Iroda; Bp., 1995
- Földes Péter–Krenner István: Nagyon doktor viccek;  Pi Book-Manager Iroda, Bp., 1995
- Földes Péter–Krenner István: Nagyon diák viccek; Pi Book-Manager Iroda, Bp., 1996
- Földes Péter–Krenner István: Nagyon Torgyán viccek; Pi Book-Manager Iroda, Bp., 1996
- Nagyon rendőr viccek; Edit & Press, Bp., 1997
- Földes Péter–Krenner István: Nagyon doktor viccek; Edit & Press, Bp., 1998
- Földes Péter–Krenner István: Erotikus nemi szex; P & B Média Rt., Bp., 1998 (Kurír elefánt könyvek)
- Miért nem bírjuk az ügynököket? (2004)
- Bolsik, ne emeljétek a sajtos pogi árát, mert baj lesz! (2005)
- Lehet-e egy forradalmárnak hasmenése? (2008)
- Önfejlődésünk története; interjúk Föld S. Péter; Nemzeti Szakképzési és Felnőttképzési Intézet, Bp., 2008

## Díjai
- Szabad Sajtó-díj (2013)[2]